# Torneio de Limoges
Torneio de Limoges foi um torneio amistoso de basquetebol feminino, disputado entre os dias 28 e 30 de Agosto de 2014, na cidade de Limoges, França, e que serviu como preparação para o Mundial da Turquia.

## Equipes Participantes
- Angola
- Brasil
- França

## Ficha Técnica dos Jogos

### Brasil x Angola
| 28 de Agosto de 2014 | BRA      | 77 - 40 Relatório       | ANG      | Palais dês Sports de Beaublanc |
| 28 de Agosto de 2014 | 40 37 77 | 1o Tempo 2o Tempo FINAL | 23 17 40 | Palais dês Sports de Beaublanc |

### França x Angola
| 29 de Agosto de 2014 | FRA | 72 - 31 Relatório       | ANG | Palais dês Sports de Beaublanc |
| 29 de Agosto de 2014 | 72  | 1o Tempo 2o Tempo FINAL | 31  | Palais dês Sports de Beaublanc |

### França x Brasil
| 30 de Agosto de 2014 | FRA            | 83 - 62 Relatório       | BRA           | Palais dês Sports de Beaublanc |
| 30 de Agosto de 2014 | 25 18 18 22 83 | 1o Tempo 2o Tempo FINAL | 14 9 28 11 62 | Palais dês Sports de Beaublanc |

## Campeão
| Torneio de Limoges |
| ------------------ |
| França Campeão     |

## Ver Também
- Zafer Cup